# Styloniscus jeanneli
Styloniscus jeanneli là một loài chân đều trong họ Styloniscidae. Loài này được Paulian de Felice miêu tả khoa học năm 1940.